# كينيث تشن
كينيث تشن (بالإنجليزية: Kenneth Chan)‏ هو ممثل صيني، ولد في 16 يوليو 1964.

## أعمال

### أفلام
- (2017) أعظم رجل استعراض[2]

## وصلات خارجية
- كينيث تشن على موقع IMDb (الإنجليزية)
- كينيث تشن على موقع ميوزك برينز (الإنجليزية)
- كينيث تشن على موقع ديسكوغز (الإنجليزية)
- كينيث تشن على موقع قاعدة بيانات الفيلم (الإنجليزية)